# Balázs Taróczy
Balázs Taróczy (Budapest, 9 maggio 1954) è un ex tennista ungherese.

## Biografia
Ha vinto tredici titoli in carriera come singolarista, arrivando a essere numero 12 del mondo ad aprile del 1982.
È stato anche un ottimo doppista: con il compagno abituale, lo svizzero Heinz Günthardt, ha vinto due titoli del Grande Slam: nel 1981 al Roland Garros e nel 1985 a Wimbledon, arrivando a essere numero 3 del mondo in doppio.
Nel 1989 e 1990 è stato l'allenatore di Goran Ivanišević.